# Adipokine
Les adipokines ou adipocytokines sont des cytokines. Ce sont des molécules produites par le tissu adipeux, qui sont impliquées, entre autres, dans la régulation du métabolisme des lipides et du glucose.
Certaines myokines (des cytokines produites par les muscles squelettiques lors de l'exercice physique) seraient également produites par les adipocytes et seraient mieux nommées sous le terme d'adipo-myokines.

## Exemple
L'adiponectine, une hormone, dont le taux élevé diminuerait le risque de diabète de type II.